# Nuozhadu-Talsperre
Die Nuozhadu-Talsperre (chinesisch 糯扎渡大壩, Pinyin Nuòzhadù Dàbà) mit ihrem angeschlossenen Wasserkraftwerk ist eine Talsperre am Lancang Jiang (Mekong) in der Großgemeinde Nuozhadu des Autonomen Kreises Lancang der Lahu in der bezirksfreien Stadt Pu’er der südwestchinesischen Provinz Yunnan. Die Bauarbeiten begannen 2006 und wurden 2014 abgeschlossen.
Der Staudamm ist ein Steinschüttdamm mit einem Erdkern mit 261,5 m Höhe. Die Speicherkapazität des Reservoirs ist 21.749 Millionen Kubikmeter; der normale Wasserspiegel liegt auf 812 m über dem Meer.
Die gesamte installierte Leistung beträgt 9 × 650 = 5.850 MW. Die hydraulische Fallhöhe der neun Generator-Einheiten ist 187 m. Das unterirdische Krafthaus besteht aus drei Kavernen, unter anderem der Maschinenhalle mit den Abmessungen (Länge, Breite, Höhe) 418 m × 31 m × 81,6 m und der Transformatorhalle (346 m × 19 m × 23,6 m). Der Betreiber ist Huaneng Lancang River Hydropower Co., Ltd.
Die erste Maschine des Kraftwerks ging im September 2012 ans Netz, die letzte am 26. Juni 2014. Mit einer installierten Kapazität von 5.850 MW ist Nuozhadu das größte Wasserkraftwerk in Yunnan und das viert-größte in China. Die durchschnittliche Jahreserzeugung wird bei 23,9 Mrd. kWh liegen.